# Joh. A. Benckiser (Unternehmen)
Die Joh. A. Benckiser GmbH war ein im Jahre 1823 von Johann Adam Benckiser gegründetes Chemieunternehmen mit Sitz in Pforzheim, Ludwigshafen am Rhein und Ladenburg, dessen Reinigungsmittelsparte Benckiser N.V. mit Sitz in den Niederlanden 1999 mit der britischen Reckitt & Coleman zu Reckitt Benckiser (seit 2021 Reckitt) fusionierte. Aus dem Unternehmen geht die Dachgesellschaft JAB Holding mit Sitz in Luxemburg hervor, die in verschiedene Genussmittelaktivitäten investiert.

## Geschichte bis 2012

### Anfänge von Benckiser

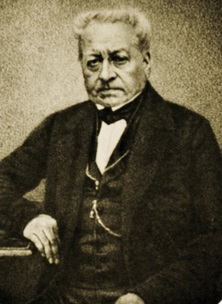
Der Firmengründer Johann Adam Benckiser (um 1850)

Johann Adam Benckiser übernahm 1823 eine sich in finanziellen Schwierigkeiten befindende und seit 1804 bestehende Salmiakhütte in der Bleichstraße in Pforzheim von ihren Inhabern Vulpius & Becht, in der aus Ammoniak und Salzsäure Salmiak hergestellt wurde. In den darauf folgenden Jahren erwarb Benckiser eine Goldwarenfabrik in Pforzheim und gründete eine Fayencen-Fabrik in Durlach. Später lernte er den Chemiker Karl Ludwig Reimann kennen, stellte ihn um 1829 ein und ernannte ihn 1833 zum Teilhaber. Mit ihm zusammen gründete er im Jahre 1851 eine Chemiefabrik, die später Weinsäure, Zitronensäure und Frucht- und Genusssäuren für die Pharmazie und Textilindustrie herstellte. In seinem Testament verfügte Benckiser 1844 seinen Sohn Alfons (1820–1906) sowie seinen Schwiegersohn Karl Ludwig Reimann zu seinen Nachfolgern. 1855 kauften beide für 5000 Gulden auf der Gräfenauer Dorfflur in der früheren Friesenheimer Gemarkung neben dem Ganderhof (Frankenthaler Straße 18–32) in Ludwigshafen am Rhein von dem Konkurrenten Jakob Levino eine unrentable Chemiewerkstätte auf und gründeten 1858 eine zweite Fabrik, wo sie ein Verfahren zur industriellen Herstellung von Weinsäure entwickelten.

### Erste Expansion

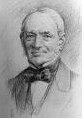
Bereits 1833 Teilhaber: Karl Ludwig Reimann (um 1860)

Kurz vor Reimanns Tod wurden nach und nach eine Reihe von Grundstücken rund um den Ludwigshafener Betrieb hinzugekauft. Nach Reimanns Tod übernahm bis 1876 sein drittgeborener Sohn Arthur (1841–1929) die Leitung der Ludwigshafener Firma, ehe Reimanns zweitältester Sohn Emil Reimann – ein Kaufmann – die Firma leitete. Um Mineralstoffe und Sulfate selbst herstellen zu können, wurde auf dem benachbarten Dörrhorst (Jägerstraße 30; heute Benckiserplatz 1) ein weiteres Werk errichtet. Mit Aufgabe der Produktion 1888/89 in Pforzheim wurde die Herstellung von Schwefel-, Salpeter- und Salzsäure gänzlich nach Ludwigshafen verlegt. 1889 trat Alfons Benckiser einziger Sohn, der promovierte Chemiker Theodor Benckiser in die Firma als Teilhaber ein, hielt sich aber wie sein Vater im Hintergrund, ehe 1896 Albert Reimann senior – ebenfalls promovierter Chemiker – Nachfolger seines Vaters im Ludwigshafener Werk der Joh. A. Benckiser GmbH wurde. Die technische Verfahrensweise, die innere Organisation und die Zielsetzung der Firma waren in die Jahre gekommen und überholt, weswegen Reimann die nötigen Umstellungen im Betrieb vornahm, neue Verfahrensideen entwickelte, auf Monoproduktion setzte und die für die damalige Zeit riesig erscheinenden großzügigen Fabrikationsgebäude errichten ließ. Die unrentabel gewordene Produktion von Schwefelsäure und Pottasche wurde noch vor dem Ersten Weltkrieg aufgegeben. Bereits 1854 wurden erste Geschäftsbeziehungen zu Jeremiah Colman aus dem britischen Norwich geknüpft, der mit Reckitt & Sons Wäschestärke nach Ludwigshafen verkauft – der Einstieg in die Produktion von Phosphatsalzen fand im Jahr 1916 statt. Für eines von ihnen, dem sauren Natriumpyrophosphat, entwickelte sich später ein neuer Markt in der Herstellung neuartigen Backpulvers. Im Jahr 1927 wurde in einem Geheimabkommen mit der Berliner Spekulanten- und Investmentfirma des jüdischstämmigen Jakob Michael die konkurrierende und liquidierte chemischen Werke Goldenberg übernommen, vorbei am anderen Konkurrenten im Weinsäure-Kartell, der Firma Boehringer Ingelheim mit seinem Chef Albert Boehringer.

### Übergang zur hochindustriellen Produktion

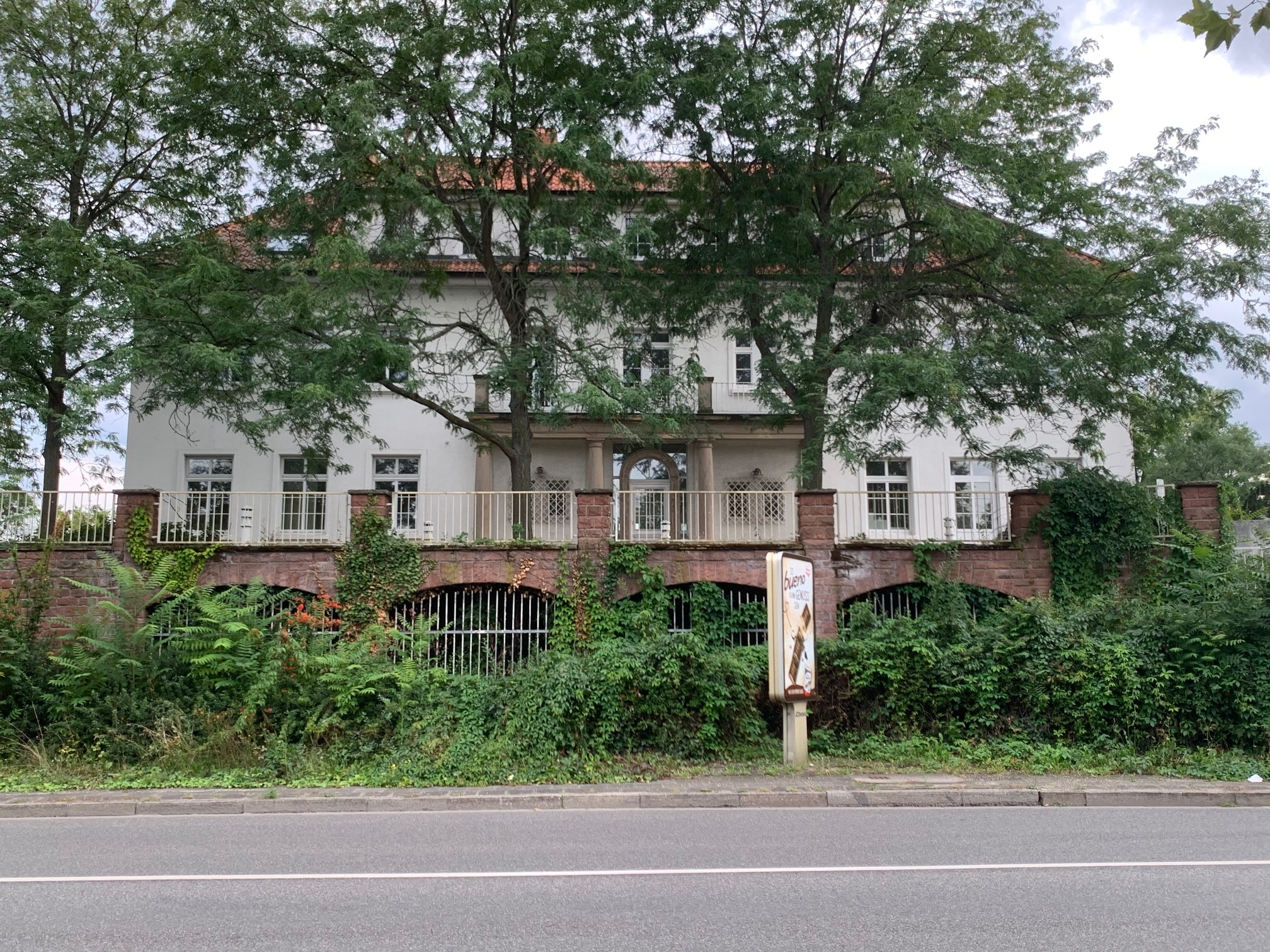
Villa Benckiser in der Ludwig-Bertram-Str. 8 (früher: Frankenthaler Str. 5). Ehemaliges Wohnhaus der Geschäftsführer Benckiser und Reimann. Seit 2016 durch Schenkung im Besitz der Stadt Ludwigshafen am Rhein.

In der Spanne zwischen den beiden Weltkriegen stand die Firma im Stadium des Übergangs vom reinen Handwerksbetrieb zur hochindustriellen Produktion und Albert Reimann junior – die fünfte Generation – trat 1929 in die Firma ein und die GmbH wurde gegründet. An dieser hielten Theodor Benckiser 1/6, Reimann junior 2/5 und Reimann senior 13/30 der Anteile. Fast 90 Prozent des Gesamtumsatzes machte im Rekordjahr 1929 das Weinsäure-Geschäft aus. Die Eigenkapitalquote des Unternehmens war jedoch mit  circa 10 Prozent sehr gering, so dass es immer wieder Probleme mit Bankkrediten gab. Bereits 1929 werden erste Schmelzsalze mit dem Handelsnamen JOHA in den Handel gebracht, die zur Schmelzkäseherstellung dienen. Noch im Zeichen der Weltwirtschaftskrise – das Unternehmen mit seinen 16 Angestellten und 130 Arbeitern musste notgedrungen Kurzarbeit einführen – begann man 1932 mit der Erzeugung von Zitronensäure, da der Anteil des Weinsäuregeschäfts am Gesamtumsatz auf 60 Prozent abgesunken war. Mit Wirkung vom 27. Mai 1932 war der Firma das Patent zur Herstellung von gewerblichen und Haushaltsreinigungsmitteln auf Basis von Alkalimetaphosphat erteilt worden. Zur gleichen Zeit patentierte in den USA Hagan Corporation ein ähnliches Produkt mit dem Namen Calgon (calium gone). Ein Lizenzvertrag wurde erst 1935 geschlossen und nach einer Reihe von Einsprüchen das Patent 575 060 über Hexametaphosphat zum Weichmachen von Wasser für beliebige Zwecke (CALGON) erst im Jahr 1939 erteilt. Zwischenzeitlich entwickelte sich Calgon, dank auch einer für Benckiser bisher unüblichen Werbekampagne, allmählich zum Verkaufsschlager. 1936 wurde das Unternehmen auf der Londoner Weltausstellung gar als chemical of the year ausgezeichnet. 1935 wurde das Säuglingsernährungsmittel Citretten in den Verkehr gebracht, das auch noch in den 1950er Jahren „zur Herstellung von citronensaurer Milch für die Säuglingsernährung und die Milchdiät Erwachsener“ angeboten wurde. Zum 31. Dezember 1936 zog sich Theodor Benckiser gänzlich aus der offenen Handelsgesellschaft Joh. A. Benckiser (aufgelöst im Jahr 1938) und aus der Chemischen Fabrik Joh. A. Benckiser GmbH zurück und trat seine Geschäftsanteile an Albert Reimann senior ab, womit nach 113 Jahren die Ära der „Chemie-Benckiser“ in Pforzheim und Ludwigshafen endete. 1937 erwarb man von dem in Mannheim wohnenden Erfinder Fritz Lux das Patent für das Kutterhilfsmittel Fibrisol, ein Gemisch aus Natriumcitricium und Kochsalz zur Schlachtblutbehandlung und Blutplasmagewinnung, und man erschloss sich den Absatzmarkt der Fleisch- und Wurstfabriken. 1938 erfolgte mit Dulgon, einem aus einer Kombination polymerer Natriumphosphate in drei verschiedenen pH-Einstellungen bestehenden Mittel gegen Hautreizungen, und Pinguin der Einstieg in den Pharmabereich. Ab 1940 kam es wegen der mangelnden Kriegswichtigkeit der Benckiser Produkte und Einziehung von Beschäftigten zur Wehrmacht zu massiven Produktionseinschränkungen. Nach der Machtergreifung begannen die planenden Behörden in Ludwigshafen wegen der vorgesehenen Bahnhofsverlegung frühe Siedler aus dem Bannkreis der wachsenden Stadt zu verdrängen, weswegen sich die Firma im Gau Baden in Ladenburg unmittelbar am Neckarkanal – nur 18 km vom Stammwerk in Ludwigshafen entfernt – neu zu etablieren versuchte und 1940 circa 300.000 Quadratmeter Grund erwarb. Infolge zahlreicher Einsprüche begannen aber erst ab dem Spätsommer 1941 die Bauarbeiten für ein weiteres Werk, errichtet „auf der grünen Wiese“. Benckiser schaffte eine erfolgreiche Eingliederung in die Kriegswirtschaft und erzielte 1942 seinen bis dato höchsten Umsatz in der Unternehmensgeschichte. Im November 1943 trat Reimann senior vom Amt als Betriebsführer zurück und ernannte seinen Sohn zum neuen Betriebsführer. Gegen Ende des Zweiten Weltkriegs beschädigten viele Luftangriffe auf Mannheim und Ludwigshafen Produktionshallen der Firma bis zum Totalschaden. Durch das Vorrücken der Alliierten im Westen kamen im Sommer 1944 die Rohstofflieferungen nahezu zum Erliegen. Die Produktion wurde vereinzelt auf umliegenden Orte, wie zum Beispiel Deidesheim, verlagert.

### Zeit des Nationalsozialismus
Der Chemiker Reimann senior war von 1933 bis 1937 Vizepräsident und von 1937 bis 1941 Präsident der Industrie- und Handelskammer (IHK) für die Pfalz, später Mitglied des Beirates der Wirtschaftskammer Ludwigshafen und Vertrauensmann für wehrwirtschaftliche Fragen im Reichswirtschaftsministerium. Am 8. September 1939 wurde der Firma von der IHK bescheinigt, dass sie als W-Betrieb kriegs- und lebenswichtige Aufträge auszuführen hatte. Vater und Sohn waren überzeugte Nationalsozialisten. Reiman junior war ab 1933 NSDAP-Stadtrat in Ludwigshafen. Schon zu Hitlers Machtübernahme 1933 – eine nationalsozialistische Betriebszellenorganisation war bereits davor gegründet – stellte sich das damals mittelständische Unternehmen – die Mitarbeiterzahl von 181 im Jahr 1933 stieg auf 650 während des Zweiten Weltkriegs an – als NS-Musterbetrieb auf. Hinter dem Vorzeigebetrieb für eine erfolgreich praktizierte nationalsozialistische Betriebsgemeinschaft verbarg sich jedoch ein System, in dem politisch unzuverlässige Mitarbeiter denunziert, bloßgestellt und entlassen wurden, wenn sie sich nicht aus opportunistischen Gründen anpassten. Im Juli 1937 schrieb Reimann junior an die Schriftleitung des Schwarzen Korps: „Wir sind ein über hundertjähriges, rein arisches Familienunternehmen. Die Inhaber sind unbedingte Anhänger der Rassenlehre.“ Das Unternehmen erfuhr auch wegen des hohen Anteils an Zwangsarbeitern (überwiegend russische/ukrainische Zivilisten und französische Kriegsgefangene) einen großen Aufstieg. Im Jahr 1942 beschäftigte Benckiser bereits gut 400 Zwangsarbeiter, die ausgebeutet und zur Arbeit angetrieben wurden. Vor allem Werkschutzleiter Paul Werneburg – bereits seit 1910 bei Benckiser beschäftigt – zeichnete sich durch Willkür und Brutalität aus und war für seine Grausamkeit insbesondere gegen Zwangsarbeiterinnen bekannt. Reimann junior wusste davon. Nach dem Krieg stellte sich bei Vater und Sohn Reimann kein Umdenken ein. Auch dank sogenannter Persilscheine stellten sie sich nach dem Zweiten Weltkrieg als Opfer der Nazis dar und wurden nach dem Krieg in der Entnazifizierung als Mitläufer eingestuft. Während Reimann junior vom Juli 1945 bis März 1946 im Interniertenlager für NS-belastete Personen in Württemberg-Baden in Kornwestheim verblieb, war sein 1939 in die Firma eingetretener Schwager, der SS-Unterscharführer, Diplomkaufmann und später als Personalleiter arbeitende Hans Dubbers, von Juli 1945 bis April 1948 und damit zwei Jahre länger dort interniert. Zahlreiche Persilscheine entlasteten den brutalen Betriebsobmann Werneburg in seiner Entnazifizierung, geradezu komplizenhaft darunter zwei von Reimann junior und einer von Emilie Landecker. Er wurde im Juli 1947 trotz zahlreicher Belastungszeugen nur in die Gruppe III der Minderbelasteten eingestuft und nach einer Revision im August 1948 wurde das Urteil aufgehoben und Werneburg in die Gruppe der Mitläufer eingestuft. Eine im Januar 1948 veröffentlichte Liste im amtlichen Mitteilungsblatt der Provinzialregierung Pfalz führt 25 Benckiser-Mitarbeiter auf, die im Zuge der Säuberungsmaßnahmen mit Sanktionen belegt wurden. Rückblickend waren beide Reimanns, ihre beiden Ehefrauen, Hans Dubbers und seine Frau Else jedoch Profiteure des damaligen Entnazifizierungsverfahrens, alle sechs wurden als Mitläufer eingestuft. Noch im 1978 erschienenen zweiten Band der Benckiser-Chronik mythologisierte man das Verhalten der beiden Reimanns in den NS-Jahren, ganz ohne kritische Selbstreflexion. In den Folgejahren entfernte sich das Unternehmen immer mehr von seinen Ursprüngen und die Erinnerungen an die Firmengeschichte verblassten. Die Aufarbeitung der nationalsozialistischen Geschichte fand erst sehr spät, nämlich ab 2016, statt, mit ersten Veröffentlichungen 2019, was dem Konzern wie den Reimann-Nachfahren Kritik an der Vergangenheitsaufarbeitung einbrachte.

### Nachkriegszeit

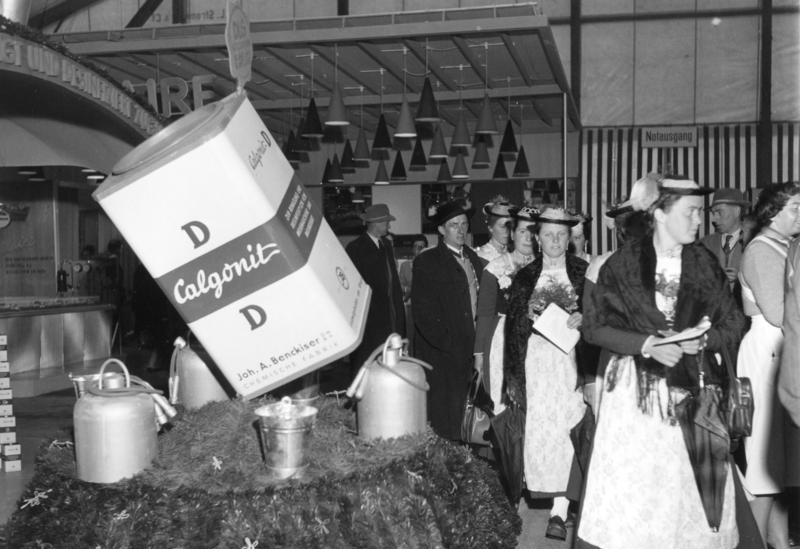
Vorstellung des Produktes Calgonit auf der DLG-Landwirtschaftsausstellung 1955 in München

Mit der bedingungslosen Kapitulation der deutschen Wehrmacht wurde die Chemische Fabrik in Ludwigshafen am Rhein bis zum 30. Juni 1950 unter Zwangsverwaltung gestellt. Vater und Sohn Reimann durften auf Jahre hin das Werk nicht mehr betreten und wurden bis Juli 1950 von der Geschäftsführung entbunden. Zunächst erhielt die Firma von der Militärregierung die Produktionsgenehmigung für JOHA und Fibrisol wieder, hatte aber auch Reparationen zu leisten. In den Jahren 1947 bis 1948 wurde erstmals Kalisalpeter produziert. Erst im Oktober 1948 konnte die Produktion von saurem Natriumpyrophosphat, Calgon und Calgonit wieder aufgenommen werden. Die Jahre 1950 bis 1953 standen ganz im Zeichen des Wiederaufbaus des Ludwigshafener Werks. In dieser Zeit traten auch heftige Spannungen im Vater-Sohn-Verhältnis der Reimanns offen zu Tage und lähmten das Unternehmen. Infolge des neuen Betriebsverfassungsgesetz wurde die Firma ab 1953 von einem Aufsichtsrat kontrolliert. Mit dem Tod von Reimann senior im Jahr 1954 ging die schon seit 1943 bestehende alleinige Geschäftsführung nun auch tatsächlich an Reimann junior über. Das Chemieunternehmen Benckiser entwickelte im Zeitraum des Wirtschaftswunders ab 1956 Haushalts- und Industriereiniger und steigerte den notwendigen Werbe- und Marketingaufwand. Die Marken Calgon (1956) für den Haushalt, das Maschinengeschirrspülmittel Calgonit (1964), Clearasil, Sagrotan und Quanto (1966) wurden entwickelt. Dagegen wurde die 1956 gegründete Pharma-Sparte wegen Erfolglosigkeit bereits 1961 wieder aufgegeben. Bis zum Jahr 1960 steigt die Mitarbeiterzahl auf 1103 an. Hohe Investitionsaufwendungen müssen getätigt werden. Im Jahre 1963 wurde Martin Gruber zum Einkaufsleiter des Chemieunternehmens verpflichtet. 1967 wurde zusammen mit der Firma Hoechst die paritätische Tochtergesellschaft, die Benckiser-Knapsack GmbH in Ladenburg, gegründet, in der die Joh. A. Benckiser GmbH ihr gesamtes Phosphatgeschäft (außer Reiniger und Markenartikel) und Hoechst den Phosphatbereich (der Firma Albert aus Wiesbaden-Biebrich) einbrachte. Die Verlegung der Produktionsbetriebe – unter Beratung des gerade aus der Haft entlassenen Architekten Albert Speer – von Ludwigshafen ins Werk Ladenburg erforderte ab 1967 bis zur finalen Einweihung 1971 hohe Investitionssummen, schaffte aber auch der Stadt Ludwigshafen mit der nun endlich durchgeführten Bahnhofsverlegung in den Dörrhorst neue Entwicklungsmöglichkeiten. Laut Capital (Heft 10/1974) platzierte die Joh. A. Benckiser GmbH auf Rang 208 der größten deutschen Firmen für das Jahr 1973. Zum 1. September 1978 ernannte Reimann Gruber zum Hauptgeschäftsführer.

### Expansion, Umbau und Fusion mit der Reckitt & Colman
Nach dem Tod von Reimann junior 1984 erbten neun Geschwister der Familie Reimann das Unternehmen. Jedem der von Reimann junior adoptierten Kinder wurde der gleiche Erbanteil an Joh. A. Benckiser zugesprochen. Geschäftsführer Martin Gruber holte Peter Harf Anfang der 1980er-Jahre von der Unternehmensberatung Boston Consulting Group. Dieser baute das Chemieunternehmen radikal um und beschränkte sich dabei auf die Sparten Waschen, Spülen, Reinigen und Kosmetik. Er stieß einige Sparten ab und kaufte über 25 Firmen in den USA, Italien, Spanien und Großbritannien auf. Während der Umsatz Anfang der 1980er-Jahre gerade einmal bei rund 250 Millionen Deutschen Mark lag, wurde er innerhalb eines Jahrzehnts auf das Zehnfache gesteigert. Anfang der 1990er-Jahre holte Peter Harf Bernd Beetz ins Unternehmen, der von 2001 bis 2012 die Leitung von Coty Inc. innehatte.
Ende 1989 wurden die Sparten Benckiser Deutschland GmbH als Vertriebsgesellschaft in Ludwigshafen am Rhein und Ladenburg und Benckiser Produktions GmbH gebildet. 1992 erwarb Benckiser den Kosmetik-Hersteller Coty Inc. für 440 Millionen Dollar von Pfizer. Peter Harf spaltete das Unternehmen im Jahre 1996 in zwei Teile auf: Benckiser für Reinigungsmittel und Coty für den Kosmetikbereich. Im Jahre 1997 ging die Benckiser N.V. an die Amsterdamer Börse. Die vier Adoptivkinder des Familienzweiges Reimann-Dubbers (Günter Reimann-Dubbers, Volker Reimann-Dubbers, Hans Gerhard Reimann-Dubbers und Hedwig-Else Dürr, geborene Reimann-Dubbers) verkauften 1997 ihre Anteile. Mitte 1999 fusionierte die börsennotierte Benckiser N.V. mit dem britischen Konzern Reckitt & Colman und wurde zu Reckitt Benckiser. Die Gesellschaft erwirtschaftete im Jahre 2000 schon rund 3,2 Milliarden Pfund (gut 4,2 Milliarden Euro). Andrea Reimann-Ciardelli trennte sich 2003 von ihrem Erbanteil. Die verbliebenen Geschwister Renate Reimann-Haas und Wolfgang Reimann sowie deren Halbgeschwister Stefan Reimann-Andersen und Matthias Reimann-Andersen verwalten seit 2012 ihre Vermögenswerte in der JAB Holding mit Sitz in Luxemburg.

## Finanzholding Johann A. Benckiser
Die Johann A. Benckiser GmbH mit ihren Beteiligungen an Coty und Reckitt Benckiser ist seit 2012 die Finanzholding JAB Holding mit Sitz in Luxemburg. Der Anteil an Reckitt Benkiser von anfangs 16 % wurde sukzessive verkauft, um Finanzbeteiligungen in anderen Bereichen aufzubauen. Ein Restanteil von zuletzt 0,7 % wurde 2019 veräußert.